# Björn Zwikker
Björn Zwikker (Emmen, 24 mei 1988) is een Nederlands voetballer die als aanvaller speelt. 
Hij speelde een wedstrijd op professioneel niveau voor FC Emmen. In het seizoen 2007/2008 viel hij in de 84e minuut in voor Edgar Bernhardt tijdens de wedstrijd FC Emmen - Fortuna Sittard (1-1). Naast FC Emmen speelde Zwikker voor diverse amateurclubs, waaronder WKE en HHC Hardenberg . Zwikker veroorzaakte in 2010 voor veel ophef door gedurende het lopende seizoen bij WKE zijn contract in te leveren. Aangezien hij altijd als droom had in het buitenland te spelen tekende hij vervolgens bij TuS Haren, net over de grens in Duitsland. 
Anno 2021 is Zwikker een succesvol jeugdtrainer. Na successen bij sc Erica, HHC en FC Emmen is Zwikker voor het seizoen 2021/2022 aangesteld als jeugdtrainer bij FC Groningen.

## Trivia
- Ook zijn vader Berry Zwikker heeft namens FC Emmen professioneel voetbal gespeeld.